# Purpuricenus ferrugineus
Purpuricenus ferrugineus är en skalbaggsart som beskrevs av Leon Fairmaire 1851. Purpuricenus ferrugineus ingår i släktet Purpuricenus och familjen långhorningar.
Artens utbredningsområde är Portugal. Inga underarter finns listade i Catalogue of Life.